# Homogeneizador

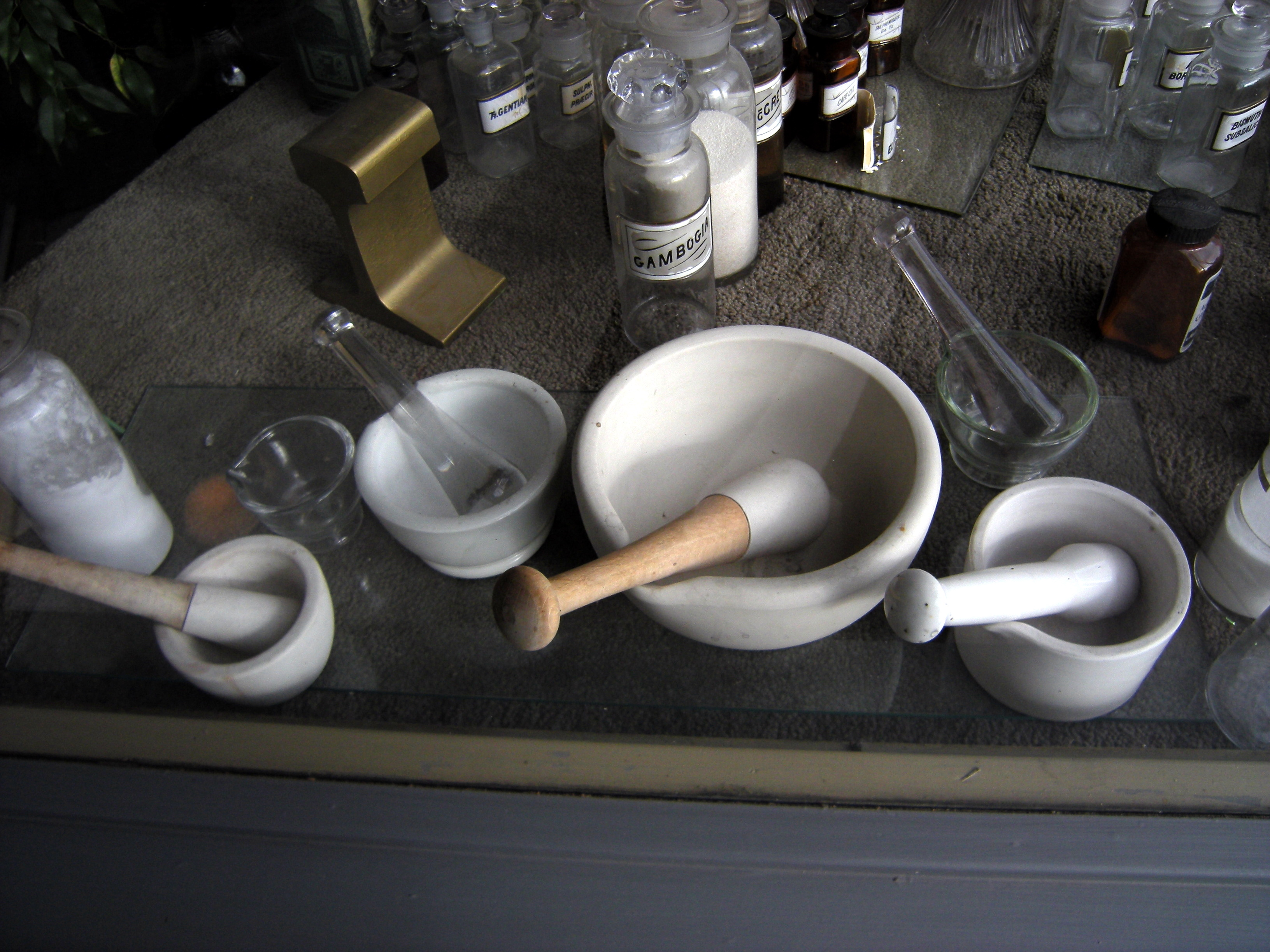
Morteros de laboratorio, de diversos tamaños, fabricados en porcelana

Un homogeneizador es un elemento del equipamiento de laboratorio utilizado para la homogeneización de distintos tipos de materiales, tales como tejidos, plantas, alimentos, suelo, y muchos otros. En Biología y Bioquímica, los homogeneizadores tratan de disgregar los tejidos y romper las células, con el menor daño a la membrana plasmática.
La homogeneización es un paso muy común en la preparación de muestras biológicas antes del análisis de ácidos nucleicos y proteínas, o del estudio de células, metabolismo, agentes patógenos y otros muchos objetivos.

## Técnicas de homogeneización
El proceso de rotura celular se puede producir por tres mecanismos:
- Fuerzas de cizalladura producidas por líquidos.
- Fuerzas de cizalladura producidas por sólidos.
- Fuerzas producidas por un mecanismo de cavitación gaseosa.
- Métodos químicos y bioquímicos:
  - Empleo de un medio hipotónico.
  - Hidrólisis enzimática.

## Utensilios empleados como homogeneizador

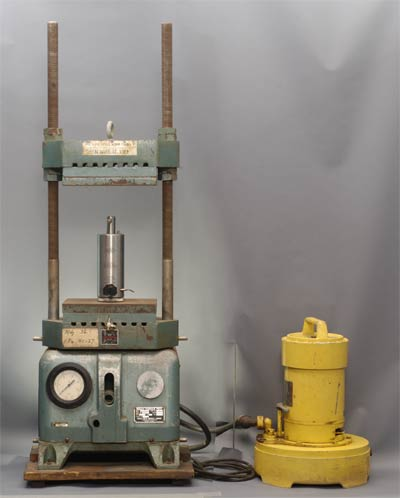
Prensa de French para rotura celular, empleada en estudios de Genética durante la década de los 60.

Se han desarrollado muchos modelos utilizando diferentes tecnologías físicas para la disgregación. El mortero con mazo, utilizado durante miles de años, es una herramienta estándar, incluso en los laboratorios modernos. Otras soluciones más modernas se basan en instrumentos del tipo de las batidoras o trituradoras (también empleadas en la cocina), molinillos de aspas, el tratamiento ultrasónico de alta presión, y otros dispositivos físicos.
La siguiente tabla ofrece una visión de conjunto de estos instrumentos, su fundamento teórico y el tipo de materiales sobre los que consiguen mayor eficacia.
| Fundamento                                     | Homogeneizador              | Materiales              |
| ---------------------------------------------- | --------------------------- | ----------------------- |
| Fuerzas de cizalladura producidas por líquidos | Potter-Elvehjem             | Tejidos blandos         |
| Fuerzas de cizalladura producidas por líquidos | Polytron                    | Tejidos blandos y duros |
| Fuerzas de cizalladura producidas por líquidos | Prensa de French            | Bacterias               |
| Fuerzas de cizalladura producidas por sólidos  | Mortero con mazo            | Vegetales               |
| Fuerzas de cizalladura producidas por sólidos  | Prensa Hugens               | Bacterias               |
| Cavitación gaseosa                             | Bomba de nitrógeno          | Células                 |
| Cavitación gaseosa                             | Sonicador                   | Orgánulos y células     |
| Medios químicos y bioquímicos                  | Medio hipotónico            | Células de la sangre    |
| Medios químicos y bioquímicos                  | Rotura celular con lisozima | Rotura pared bacteriana |

Considerando que las tecnologías más antiguas solo se centraban en la disgregación de los materiales, las nuevas tecnologías también tienen en cuenta otros aspectos de calidad o medioambientales, tales como la contaminación cruzada, la formación de aerosoles, el riesgo de infección, o el ruido.

## Tipos de homogeneizadores utilizados en las industrias
Existen dos tipos de homogeneizadores ampliamente utilizados en las industrias alimenticias, farmacéuticas, cosmética, química entre otras y se utilizan según el proceso, volumen de producción y resultados deseados por lo que podemos encontrar homogeneizadores de inmersión también llamados homogeneizadores por lotes y homogeneizadores de recirculado también llamados homogeneizadores en línea. Estos equipos no solo mezclan, si no también emulsiona, homogeneiza, solubiliza, suspende, dispersa y desintegra partículas sólidas, con lo cual reduce de tamaño en la medida que sea requiera en el proceso.

### Los homogeneizadores por inmersión se pueden colocar en las siguientes posiciones

#### Superior en tanque abierto.
En esta posición se trabaja con presión atmosférica. Adicionalmente se le puede instalar un soporte de elevación o se coloca directamente en el recipiente con una brida o un sujetador. 

#### Superior en tanque cerrado.
La otra opción es colocar el homogeneizador de inmersión en un recipiente cerrado, lo cual permite trabajar con diferentes presiones.

#### Lateral del tanque.
Esto es ideal cuando tenemos tanques muy profundos y estrechos o cuando el espacio superior es limitado.

#### Fondo del tanque.
Cuando el nivel del producto a homogeneizar queda demasiado abajo en el tanque y colocar un homogeneizador en la parte superior genera gran dificultad. 